# Kuća Slaveks
Kuća Slaveks je poslovno-stambena trokatnica s mezaninom i mansardnim četvrtim katom izgrađena je 1920. – 21. za investitora “Slavex d.d. za drvnu industriju”, prema projektu Viktora Kovačića poznatog hrvatskog arhitekta. Kuća se nalazi na adresi Trg kralja Petra Svačića 13, Zagreb, Hrvatska u sklopu cjeline parka kralja Petra Svačića, u sklopu šire urbanističke cjeline Lenuzzijeve potkove. Kuća je registrirana kao zaštićeno kulturno dobro od strane Ministarstva kulture i medija Republike Hrvatske. Racionalnim i preglednim prostornim rješenjem, visokim oblikovnim dosegom, te detaljiranjem na najvišoj metierskoj razini i iznimnom kvalitetom izvedbe, ubraja se među kapitalna ostvarenja hrv. arhitekture 20.st. Tlocrtna dispozicija anticipira standard najamne stambene tipologije modernizma 30-ih godina 20-og stoljeća.